# Torres del Carrizal
Torres del Carrizal község Spanyolországban,  Zamora tartományban. Torres del Carrizal Molacillos, Cubillos és Pajares de la Lampreana községekkel határos. Lakosainak száma 407 fő (2024).

## Népesség
A település népessége az utóbbi években az alábbiak szerint változott:
| Lakosok száma | 513  | 501  | 480  | 456  | 459  | 440  | 418  | 410  | 415  | 407  |
|               | 2001 | 2004 | 2007 | 2009 | 2012 | 2014 | 2017 | 2019 | 2022 | 2024 |